# HD 63786
HD 63786，又名CD-34 3970，SAO 198480、HR 3049，是一颗恒星，视星等为5.93，位于銀經250.42，銀緯-4.69，其B1900.0坐标为赤經7h 45m 31.1s，赤緯-34° -4.69′ 31″。